# Pokémon Go
Pokémon Go (estilitzat com a Pokémon GO) és un videojoc gratuït que utilitza la tecnologia de la realitat augmentada, desenvolupat per Niantic per a telèfons mòbils amb iOS i Android. La seva versió beta va ser llançada el juliol de 2016. El joc permet els jugadors de capturar, lluitar i entrenar Pokémons virtuals que apareixen en el món real. Encara que el joc és free-to-play, suporta les compres dins l'aplicació.
El joc va tenir una acceptació positiva en general, i va ser l'aplicació de telèfon intel·ligent més descarregada als Estats Units en els seus tres primers dies o alliberament. El seu èxit va ajudar a augmentar el valor de les accions de Nintendo fins als 2,87 trilions de iens (28 bilions de dòlars), un augment del 63,7% des del llançament del joc.
El terme Pokémon (ポケモン, Pokemon?) és una franquícia de mitjans que va començar originalment en els videojocs que Satoshi Tajiri va crear per a diverses plataformes, especialment la Game Boy, i que -arran de la seva popularitat- va aconseguir expandir-se a altres mitjans d'entreteniment, com ara sèries de televisió, jocs de cartes i roba, convertint-se així, en una marca comercial reconeguda al mercat mundial.

## Jugabilitat

Captura de pantalla del jugador en el mode de realitat augmentada, capturant un Meowth

Després de crear un compte de joc, el jugador crea i personalitza el seu propi avatar. Un cop creat, el personatge es mostra en un mapa mitjançant la geolocalització actual del jugador, per tant els carrers que hi apareixen són els mateixos que al món real. El mapa converteix museus, instal·lacions artístiques, monument, llocs històrics i llocs d'interès, en general, en Poképarades (PokéStops) i gimnasos Pokémon. Les Poképarades ofereixen als jugadors diferents articles, com ara ous, incubadores, PokéBall, baies i pocions. Aquestes Poképarades poden equipar-se amb elements anomenats "mòduls d'esquer", que atreuen Pokémon salvatges addicionals, de vegades alguns rars. Encara que el joc és gratuït, l'aplicació permet les compres in-app (o microtransaccions), de la majora d'aquests objectes del joc. Els gimnasos serveixen com a centres de batalla semblants al joc del "rei del castell".
A mesura que el jugador es mou en el món real, el seu personatge ho fa també dins del mapa del joc, tot buscant els diferents Pokémon. Les diferents espècies de Pokémon resideixen en diferents àrees del món; per exemple, els Pokémon de tipus aigua es troba generalment prop de l'aigua. Quan un jugador es troba amb un Pokémon, el pot visualitzar en un escenari genèric o bé fent servir la realitat augmentada. El mode de realitat augmentada fa servir la càmera i el giroscopi del dispositiu per mostrar una imatge d'un Pokémon com si fos en el món real.
A diferència d'altres jocs de la sèrie Pokémon, els jugadors de Pokémon Go no lluiten amb els Pokémon salvatges per capturar-los. Quan el jugador se'n troba un li pot llançar una PokéBall amb un moviment ràpid de la part inferior de la pantalla cap al Pokémon. Si el Pokémon és capturat amb èxit, aquest passarà a ser propietat del jugador i, si és el primer capturat de l'espècie, s'afegirà a la PokéDex, una enciclopèdia completa de Pokémon. Diversos factors influeixen en la taxa d'èxit de la captura, com ara el moment del llançament o el tipus de PokéBall utilitzat. Després de capturar un Pokémon salvatge, el jugador rep dos tipus de premis: caramels (exclusius de cada línia evolutiva) i pols d'estrelles (stardust). Un jugador pot utilitzar pols d'estrelles i caramels per elevar "el poder de combat" (PC, en anglès, CP) d'un Pokémon. Els caramels, a més a més, també es necessiten per evolucionar a un Pokémon. El jugador pot transferir els Pokémon al professor Pokémon per guanyar un caramel més i fer espai per a poder capturar més Pokémon, ja que es poden portar a sobre un màxim de 250, si no s'amplia l'espai disponible. L'objectiu final del joc és completar les entrades de la Pokédex mitjançant la captura i/o evolucionant, per obtenir tots els Pokémon disponibles.
Tots els Pokémon es mostren amb un "poder de combat". El poder de combat d'un Pokémon és una mesura aproximada que indica com de poderós és el Pokémon en la batalla. En general, els jugadors amb nivells més alts capturen Pokémon amb major PC.
Els jugadors guanyen punts d'experiència duent a terme diverses activitats en el joc, i pugen de nivell a mesura que guanyen punts d'experiència. Quan s'arriba al nivell cinc s'habilita la posibilitat de lluitar en un gimnàs Pokémon i unir-se a un dels tres equips amb codis de colors (vermell per a l'equip de "Valor", blau per a l'equip de "Místic", o groc per a l'equip "Instint"), que actuen com faccions dins el món Pokémon Go. Si els jugadors entren en un gimnàs Pokémon que està controlat per un altre equip, poden entrar i lluitar per derrotar-lo. La reestructuració dels gimnasos és una de les grans novetats que va experimentar el joc en el seu primer aniversari. Des d'aquest moment, els Pokémon assignats en un gimnàs (fins a sis a la vegada), van perdent motivació a mesura que passa el temps i es van enfrontant a diferents batalles. Un cop el Pokémon és derrotat i la seva motivació arriba a zero, aquest abandona el gimnàs i torna amb el seu entrenador. Quan tots els Pokémon d'un gimnàs són retornats amb els seus respectius entrenadors es considera que el gimnàs ha estat derrotat, i aquest passa a estar sota control de l'equip que ha realitzat l'atac. De vegades també es poden realitzar incursions en els gimnasos, una nova manera de combat col·laboratiu amb límit de temps. És la manera amb la que van apareixent els Pokémon llegendaris al joc.
En el mes de setembre de 2016, dos mesos després del seu llançament, Niantic va anunciar una nova característica per al joc: el Pokémon company (Buddy Pokémon). Aquesta nova opció permet als jugadors triar un Pokémon, el qual apareixerà al costat de l'avatar a la pantalla de perfil, i es rebran recompenses i bonificacions en el joc basat en el Pokémon triat. També en el mes de setembre es llença una actualització que intenta evitar que els jugadors amb els dispositius amb jailbreak o rooting puguin entrar al joc, en un intent per reduir i evitar les trampes.

## Història

### Desenvolupament
La idea va ser concebuda el 2014 per Satoru Iwata de Nintendo i Tsunekazu Ishihara de The Pokémon Company com una col·laboració amb Google per l'April Fools' Day anomenada «Pokémon Challenge», amb Tatsuo Nomura de Google Maps, que acabaria convertint-se en cap de projectes en Niantic, com a líder del projecte. Niantic va fer servir les dades del joc Ingress per a establir les Poképarades i els gimnasos dins de Pokémon Go, i les dades de Google Maps per alliberar els Pokémon específics sobre difenets terrenys o entorns. El 2015, Ishihara va dedicar l'anunci del joc a Iwata, mort dos mesos abans. La banda sonora del joc va ser escrita pel compositor de les sèries de Pokémon Junichi Masuda, qui també va ajudar amb quelcom sobre el disseny del joc. Entre els dissenyadors visuals del joc es troba Dennis Hwang, qui prèviament va treballar a Google i va crear el logotip de Gmail.

### Versióbeta
El 4 de març de 2016, Niantic va anunciar una beta exclusiva al Japó que va començar a finals de mes, permetent així que els propis jugadors refinessin el joc abans del seu llançament. La fase beta es va expandir a continuació a altres països. El 7 d'abril es va anunciar que la beta seria accessible des d'Austràlia i Nova Zelanda. A continuació, el 16 de maig, Estats Units va tenir accés a la versió en proves. El 27 de juny, The Pokémon Company va anunciar que el procés de proves acabaria el 30 de juny.

### Llançament
El joc va ser llançat oficialment a Austràlia, Nova Zelanda i els Estats Units el 6 de juliol de 2016. El llançament a altres regions es va retardar uns dies fins que Niantic pogués reparar alguns problemes i donar estabilitat al joc. A Europa va anar arribant progressivament durant 10 dies des del 13 de juliol, podent-se descarregar als territoris de parla catalana a partir del 15 de juliol excepte a la Catalunya Nord, on es va posposar fins al 24 de juliol com a mostra de respecte i per raons de seguretat després de l'atac terrorista a Niça el 14 de juliol. Al Japó ho va fer el dia 22, amb un retard d'uns dies després que es filtrés un acord de patrocini amb la cadena de menjar ràpid McDonalds.
Després del tancament de les aplicacions de tercers i d'alguns llocs web a finals de juliol del mateix any, es va reduir significativament el tràfic del servidor de Niantic i es va poder impulsar l'alliberament a la resta del món. Amèrica del Sud i Central, així com la major part del sud-est d'Àsia van veure aparèixer el joc a principis d'agost. A poc a poc es va anar ampliant el nombre de territoris llançant l'aplicació a altres zones com els Balcans, Macau, l'Àsia central, Àfrica, Orient Mitjà i Àsia del Sud fins a finals d'any.

### Primeres versions i millores
Les primeres versions oficials del videojoc després del llançament oficial, 1.0 (iOS) o 0.20.0 (Android), tenien errors de programari coneguts, com un fort consum de bateria, localització incorrecta a causa d'imprecisió del GPS, àudio distorsionat, el progrés de l'entrenador Pokémon reiniciant-se o diversos conflictes amb els objectes.
A la Convenció Internacional de Còmics de San Diego de finals del mes de juliol de 2016, John Hanke, fundador de Niantic, va revelar l'aparició dels tres líders dels equips: Candela (Equip Valor), Blanche (Equip Místic) i Spark (Equip instint). Poc després, a principis d'agost es va suprimir el sistema de rastreig "de 3 passos" per tal de millorar el disseny i diversos problemes relacionats, i es va limitar l'accés per part d'aplicacions de tercers que interferien en la capacitat de la companyia per mantenir la qualitat del servei. També s'introdueix l'avaluació dels Pokémon, en què els líders dels equips informen sobre les característiques dels Pokémon per determinar quins tenen el major potencial per a les batalles.
En el mes de setembre, dos mesos després del seu llançament, Niantic va anunciar una nova característica per al joc: el Pokémon company (Buddy Pokémon). Aquesta nova opció permet als jugadors triar un Pokémon, el qual apareixerà al costat de l'avatar a la pantalla de perfil, i es rebran recompenses i bonificacions en el joc basat en el Pokémon triat. A finals del mes de novembre es va poder implementar novament el radar, actualitzant la funció "a prop" mostrant els Pokémon de les Poképarades més properes a la ubicació del jugador.

### Ditto i els bebés de la segona generació
També a finals del mes de novembre es va produir l'alliberament de Ditto, el qual havia estat absent al joc fins aleshores, sent el primer dels nous Pokémon que apareixerien en el joc durant les següents setmanes. Ditto no es mostra tal qual de manera salvatge, sinó que apareix transformat en altres Pokémon més comuns com Pidgey, Rattata, Zubat o Magikarp, i no és fins que no és enxampat que no es pot veure la seva aparença real. Togepi, Pichu i altres "bebé Pokémon" van començar a aparèixer a l'eclosionar-se alguns ous a mitjans del mes de desembre, sent els primers de la regió de Johto en aparèixer al joc, és a dir, de la segona generació. Juntament amb aquests, i coincidint amb l'esdeveniment de Nadal, també es va poder atrapar a Pikachu amb un barret del Pare Noel. Del mes de desembre també destaca que Starbucks va iniciar una col·laboració amb Nintendo, la qual transformava els seus gairebé 12.000 establiments dels Estats Units en Poképarades o gimnasos.

### Segona generació i noves millores
El 15 de febrer de 2017 es va anunciar oficialment l'aparició de 80 pokémon de la segona generació, com ara Chikorita, Cyndaquil o Totodile, els descoberts originalment en la regió de Johto en els videojocs Pokémon Or i Pokémon Silver. Juntament amb aquesta actualització es van implementar algunes noves característiques: es poden trobar Pokémon de diferent gènere, preparant el joc per als aparellaments, també es poden trobar en les poképarades alguns objectes evolutius per evolucionar algunes espècies de l'anterior generació i noves baies. altres millores inclouen animacions noves per als Pokémon quan es troben en estat salvatge, nous avatars i un guarda-roba ampliat.

### Remodelació dels gimnasos i incursions
Les incursions de Pokémon GO són la principal novetat de l'actualització de juny de 2017, una nova manera de combat col·laboratiu amb límit de temps. Consisteixen en l'aparició en un gimnàs d'un Pokémon amb un gran CP, anomenat "Cap", el qual estarà disponible per lluitar normalment durant 90 minuts. Poden realitzar una incursió un màxim de 20 jugadors alhora, els quals disposen de cinc minuts per aconseguir-ho. Per poder entrar a lluitar cal disposar un "Passi d'Incursió". Es pot aconseguir un passi diari gratuït (no acumulable) fent girar el fotodisc d'un gimnàs. També es poden comprar passis addicionals a la botiga amb pokemonedes.
Les incursions es divideixen en cinc nivells, sent les de nivell 1 les més senzilles d'aconseguir, i les de nivell 5 les més complicades, que són les reservades per als Pokémon llegendaris. Si guanyes una incursió pots aconseguir una sèrie d'objectes que només es poden aconseguir d'aquesta manera, com ara baies daurades, caramels rars, i modificadors d'atacs per als teus Pokémon. A més, també s'obtenen un nombre de Poké Balls Premier amb les quals es tindrà l'oportunitat d'atrapar al "Cap" del gimnàs.

### La tercera generació i el clima
El desembre de 2017 s'actualitza el joc amb la introducció de la tercera generació o els Pokémon de la regió de Hoenn. La primera fase inclou 50 Pokémon nous. El 23 de gener de 2018 s'inclouen la resta de Pokémon.
Una altra de les noves característiques introduïdes conjuntament amb la nova generació és un patró de clima. El mapa s'actualitza amb gràfics de clima, per la qual cosa pot ploure, nevar o fer vent, per exemple. A més, el clima impacta de manera directa en els Pokémon, tant en la freqüència d'aparició com amb la potència dels seus atacs. A més, els Pokémon afavorits pel clima reben més pols en ésser capturats. Els estats que s'inclouen a la nova versió són: assolellat, ennuvolat, plujós, nevat, ventós i boira.
Els estats del clima i els Pokémon avantatjats són:
- Vent: drac, volador i psíquic.
- Sol: planta, terra i foc.
- Neu: gel i acer.
- Pluja: Aigua, elèctric i bestiola.
- Boira: Sinistre i fantasma.
- Núvol: Roca i normal.

### RA+
El 20 de desembre de 2017, Niantic llança per als dispositius iPhone 6s amb iOS 11 una nova actualització de la seva realitat augmentada aprofitant l'ARKit d'Apple. Amb AR+ els Pokémon passen a estar fixes en un punt de l'espai. Fins ara, en utilitzar la realitat augmentada el Pokémon sempre es mantenia a la mateixa distància. Ara, l'entrenador pot apropar-se a la criatura.
S'inclou una nova característica anomenada "Consciència", mitjançant la qual el Pokémon podrà saber si un jugador s'està apropant a ell. D'aquesta manera, podrà passar que el Pokémon s'espanti i fugi. La consciència es representa mitjançant una barra de progrés que, quan s'omple, provoca la fugida del Pokémon. Si un entrenador és capaç d'apropar-se molt al Pokémon i capturar-lo, rebrà bonificacions superiors per llançaments súper i excel·lents, així com un Bonus d'Expert Entrenador que dona més pols i experiència.
El 10 d'octubre de 2018 d'inclou aquesta característica pels dispositius Android, però a través de la descàrrega de ARCore de la Google Play Store.

### Investigacions
El 26 de març de 2018 s'introdueixen les investigacions de camp i especials.
Les investigacions de camp s'aconsegueixen en visitar Poképarades. En fer girar el disc es revela un objectiu que el jugador ha de complir per aconseguir un premi, més exclusiu depenent de la dificultat de la tasca. Es poden realitzar totes les investigacions de camp que es vulgui en un dia però la primera investigació del dia atorga un segell al jugador. Quan aquest aconsegueix set segells, per exemple, completant una investigació cada dia de la setmana, se'l recompensa amb un Assoliment d'Investigació, que proporciona diverses recompenses i l'aparició d'un Pokémon, normalment un Llegendari.
Les investigacions especials estan centrades en un Pokémon. El Professor Willow proposa al jugador una sèrie de reptes que ha d'anar superant per etapes i que tenen com a eix central l'estudi d'un Pokémon singular. La primer investigació especial se centra en Mew.

### Pokémon Alola
El 29 de maig de 2018 s'anuncia que els videojocs per a Nintendo Switch Pokémon: Let's go, Pikachu! i Pokémon: Let's go, Eevee! es llençarien al mercat el novembre de 2018. Una de les característiques anunciades per a aquests dos nous jocs és la possibilitat de traspassar-hi Pokémon de Pokémon Go. Per celebrar-ho, Niantic introdueix la forma Alola de Exeggutor durant un temps limitat.
Posteriorment, amb la introducció del sistema d'amics, es podran aconseguir altres formes Alola de diferents Pokémon de Kanto a través de l'eclosió d'ous de 7 km.

### Intercanvis, amics i regals
El 18 de juny de 2018 es presenta el sistema d'amics i intercanvis, una de les funcions més esperades del joc. La nova característica permet als jugadors registrar altres entrenadors mitjançant un número d'identificació i fer-se "amics". A partir d'aquest moment, els usuaris poden accedir a l'intercanvi de Pokémon i regals.
Els jugadors de nivell 10 o superior poden intercanviar Pokémon entre si. Per fer un intercanvi és necessari estar a una certa distància de l'altre entrenador i tenir una certa quantitat de pols d'estrelles, que varia en funció del tipus d'intercanvi que es realitzi. Els intercanvis especials són aquells en què estan involucrats Pokémon llegendaris, vari color o que no estan registrats a la Pokédex. Només es pot realitzar un al dia i el seu cost és més elevat.
Els regals s'obtenen a les Poképarades i es poden enviar als jugadors que figuren a la llista d'amics. Els regals rebuts atorguen recompenses com objectes, pols d'estrelles i ous de 7 km.
L'intercanvi de Pokémon i regals, com també la cooperació en gimnasos i incursions, fan augmentar l'anomenat nivell d'amistat. Progressar en aquest aspecte recompensa el jugador amb bonus, com més eficiència a les incursions o una rebaixa del cost de pols d'estrelles en els intercanvis. A més, superar els diferents nivells d'amistat proporciona punts d'experiència a l'usuari.
El 23 de juliol de 2018 s'afegeixen els "Pokémon amb sort", Pokémon que en ésser intercanviats guanyen una característica que els permet augmentar de poder amb menys pols d'estrelles.

### Sincroaventura
El 25 d'octubre de 2018 es presenta la nova funció anomenada "Sincroaventura". Mitjançant la connexió a Google Fit d'Android o Salut d'Apple, Pokémon Go pot enregistrar tots els desplaçaments efectuats sense la necessitat de tenir oberta l'aplicació, en segon pla. D'aquesta manera, el jugador por guanyar caramels amb el seu company Pokémon o fer eclosionar ous de manera més efectiva. Els quilòmetres caminants es registren i s'acumulen, de forma que al final de la setmana es recompensa amb objectes segons un rànquing de quilòmetres establert.

### Combats PVP
El 4 de desembre es presenta l'esperada funció de PVP (player versus player) o combat multijugador. Mitjançant un codi de combat, els jugadors podran desafiar els seus amics o altres entrenadors. Els combats funcionen amb equips de tres Pokémon, i no sis com a les incursions i els gimnasos. En finalitzar el combat, ambdós jugadors reben recompenses.
Per assegurar l'equitat entre jugadors, els combats es realitzen en tres lligues, determinades pels PC dels Pokémon. Les lluites són en temps real i es poden fer servir els atacs ràpids i carregats. A més, s'introdueix la funció d'un escut limitat a una sèrie de números d'ús. També s'afegeixen bonus, pols d'estrelles i caramels.
Com en els intercanvis, és necessari estar a prop d'un altre jugador per iniciar un combat, excepte si es té un nivell d'amistat d'ultramistat o superior. Al final es podrà combatre amb els líders dels equips.

## Esdeveniments
Els esdeveniments a Pokémon Go s'han convertit en una manera habitual d'incentivar els seus jugadors amb novetats i al·licients. Els esdeveniments són setmanes temàtiques en què els jugadors poden aconseguir més punts fent determinades accions o aconseguir un determinat tipus de Pokémon amb major freqüència que de manera normal, per exemple.
El primer esdeveniment va ser l'organitzat per Halloween, en el que els jugadors van poder guanyar el doble de caramels cada vegada que es realitzava una captura, es transferia un Pokémon o eclosionava un ou. A més, el buddy aconseguia caramels quatre vegades més ràpid del que és habitual, i els Pokémon tipus "fantasma" apareixien amb molta més freqüència.
El primer soci europeu del videojoc va ser la cadena de centres comercials Unibail-Rodamco, i per celebrar-ho 20 d'aquests centres comercials, entre els quals es troben La Maquinista i Bonaire (Aldaia), el dia 18 de febrer augmenten el nombre de gimnasos i poképarades, mantenint aquestes amb móduls esquer tot el dia.
Aquests són els esdeveniments organitzats i les bonificacions de cadascun d'aquests:

### Esdeveniments de 2016
| Esdeveniment     | Data            | Caramels | Experiència | Pols  | Buddy                                    | Poképarades                                  | Pokémon                                                                   | Altres |
| ---------------- | --------------- | -------- | ----------- | ----- | ---------------------------------------- | -------------------------------------------- | ------------------------------------------------------------------------- | ------ |
| Halloween        | 26 oct - 1 nov  | Doble    |             |       | Es guanyen caramels 4 vegades més ràpid. |                                              | Major freqüència d'aparició dels de tipus fantasma.                       |        |
| Acció de gràcies | 23 nov - 30 nov |          | Doble       | Doble |                                          |                                              |                                                                           |        |
| Nadal            | 12 des - 29 des |          |             |       |                                          |                                              | Apareixen els primers bebés Pokémon en ous i Pikachu amb barret de Nadal. |        |
| Cap d'any        | 25 des - 3 gen  |          |             |       |                                          | Regalen una incubadora d'un sol ús cada dia. | Augmenta la probabilitat de trobat ous amb els nous bebé Pokémon.         |        |

### Esdeveniments de 2017
El juny de 2017 s'inclouen les incursions a Pokémon Go. A partir d'aquest moment, els esdeveniments també afecten a les incursions.
| Esdeveniment                     | Data            | Caramels                                                   | Experiència                                                                          | Pols  | Buddy                                    | Poképarades | Pokémon | Incursions | Altres                                                                           |
| -------------------------------- | --------------- | ---------------------------------------------------------- | ------------------------------------------------------------------------------------ | ----- | ---------------------------------------- | --- | --- | --- | -------------------------------------------------------------------------------- |
| Cap d'any                        | 30 des - 8 gen  |                                                            |                                                                                      |       |                                          | Els esquers duren 60 minuts.                                                                                                  | Augmenta la probabilitat de trobar-se amb Charmander, Squirtle, Bulbasaur i les seves evolucions. | |                                                                                  |
| San Valentí                      | 8 feb - 15 feb  | Doble                                                      |                                                                                      |       | Es guanyen caramels el doble de ràpid.   | Els esquers duren 6 hores. | Augmenta la probabilitat de trobar-se amb Pokémon rosa, i els bebés rosa (Cleffa, Igglybuff i Smoochum) poden sortir dels ous amb major freqüència.                                                                               | |                                                                                  |
| Dia Pokémon                      | 26 feb - 6 mar  |                                                            |                                                                                      |       |                                          | | Pikachu apareix amb un barret festiu. | |                                                                                  |
| Festival de l'aigua              | 22 mar - 29 mar |                                                            |                                                                                      |       |                                          | | Augmenta la freqüència d'aparició dels Pokémon tipus aigua, i apareixen els primers Magikarp shiny. | | Nous complements, com un barret amb la forma d'un Magikarp.                      |
| Primavera                        | 13 abr - 20 abr | Més caramels en cada ou eclosionat.                        | Doble                                                                                |       |                                          | | Major varietat de Pokémon en els ous de 2 km. | | 50% descompte al comprar ous de la sort.                                         |
| Plantes                          | 5 mai - 8 mai   |                                                            |                                                                                      |       |                                          | Els esquers duren 6 hores. | Augmenta la freqüència d'aparició dels Pokémon tipus planta. | |                                                                                  |
| Setmana de l'aventura            | 18 mai - 25 mai |                                                            |                                                                                      |       | Es guanyen caramels 4 vegades més ràpid. | | Major freqüència d'aparició dels pokémon tipus roca, com l'Aerodactyl, que apareixia al logo de l'esdeveniment. | | Un nou barret d'aventura a la botiga i un 50% de descompte al comprar pokéballs. |
| Solstici d'estiu                 | 13 jun - 20 jun |                                                            | Es tripliquen els puntsaconseguits per atrapar un pokémon. Més XP al eclosionar ous. |       |                                          | | Més pokémon de tipus foc i de tipus gel. | | 50% descompte al comprar ous de la sort.                                         |
| Feliç Aniversari!                | 6 jul - 27 jul  |                                                            |                                                                                      |       |                                          | | Pichu, Pikachu i Raichu amb una gorra d'Ash. | |                                                                                  |
| Bonus globals de Pokémon GO Fest | 23 jul - 27 jul |                                                            | Doble                                                                                |       | Bonus                                    | | Més pokémon salvatges.Bonus en ous. | |                                                                                  |
| Estiu llegendari                 | 23 jul - 31 ago |                                                            |                                                                                      |       |                                          | | A partir del 16 d'agost és possible aconseguir versions vari-colors de Pichu, Pikachu i Raichu. | Incursions de nivell 5 activades per a Pokémon llegendaris: - Lugia disponible tot l'esdeveniment. - Articuno disponible del 23 de juliol al 31 de juliol. - Moltres disponible del 31 de juliol al 7 d'agost. - Zapdos disponible del 7 d'agost a l'1 d'agost. - Del 14 d'agost al 31 d'agost apareixen les tres aus llegendàries.                                                     | 3 caixes Promoció a la botiga.                                                   |
| Gossos llegendaris               | 31 ago - 30 nov |                                                            |                                                                                      |       |                                          | | | Raikou, Entei i Suicune apareixen en incursions de tot el món, un per cada mes i regió: - Setembre: Raikou a Amèrica, Entei a Europa i Àfrica; i Suicune a Àsia-Pacífic. - Octubre: Raikou a Àsia-Pacífic, Entei a Amèrica; i Suicune Europa i Àfrica a . - Novembre: Raikou a Europa i Àfrica, Entei a Àsia-Pacífic; i Suicune a Amèrica. Proves d'incursions EX en gimnasos selectes. |                                                                                  |
| Equinocci                        | 22 set -3 oct   |                                                            | Triple experiència en registrar un nou Pokémon a la Pokédex.                         | Doble |                                          | Es poden rebre ous especials de 2km.                                                                                          | | | Introducció de les súper incubadores.                                            |
| Halloween                        | 20 oct - 2 nov  | Doble en atrapar i transferir Pokémon i en eclosionar ous. |                                                                                      |       | Es guanyen caramels el doble de ràpid.   | | - Introducció de Pokémon fantasma de tercera generació: Sableye, Shuppet, Banette, Duskull i Dusclops. Sableyes pot sortir vari color. - Aparició més freqüent de Pokémon terrorífics. - Pikachu apareix amb un barret de bruixa. | | Nova gorra Mimikyu. Caixes Especials a la botiga.                                |
| Desafiament global de captures   | 20 nov - 1 des  |                                                            | Doble                                                                                | Doble |                                          | | | | Objectiu d'atrapar 3 mil milions de Pokémon a tot el món.                        |
| Ho-Oh                            | 28 nov - 1 des  |                                                            |                                                                                      |       |                                          | | | Ho-Oh a tot el món |                                                                                  |
| Groudon                          | 15 des - 15 gen |                                                            |                                                                                      |       |                                          | | | Groudon a tot el món |                                                                                  |
| Temporada de vacances            | 21 des - 4 gen  |                                                            |                                                                                      |       |                                          | Entre el 22 de desembre i el 25 de desembre, la primera Poképarada visitada cada dia donarà una incubadora d'ous d'un sol ús. | - Pikachu amb barret de nadal. - Nous Pokémon del tipus aigua i gel de tercera generació. - Més freqüència de Pokémon tipus gel.                                                                                                  | | Caixes especials                                                                 |

### Esdeveniments de 2018
| Esdeveniment                                                   | Data            | Caramels                                                                 | Experiència | Pols | Buddy                                          | Poképarades | Pokémon | Incursions | Altres |
| -------------------------------------------------------------- | --------------- | ------------------------------------------------------------------------ | --- | --- | ---------------------------------------------- | --- | --- | --- | --- |
| Groudon                                                        | 15 des - 15 gen |                                                                          | | |                                                | | | Groudon a tot el món | |
| Temporada de vacances                                          | 21 des - 4 gen  |                                                                          | | |                                                | Entre el 22 de desembre i el 25 de desembre, la primera Poképarada visitada cada dia donarà una incubadora d'ous d'un sol ús. | - Pikachu amb barret de nadal. - Nous Pokémon del tipus aigua i gel de tercera generació. - Més freqüència de Pokémon tipus gel. | | Caixes especials |
| Kyogre                                                         | 12 gen - 14 feb |                                                                          | | |                                                | | | Kyogre a tot el món | |
| Rayquaza                                                       | 9 feb - 16 mar  |                                                                          | | |                                                | Fins al 23 de febrer els mòduls esquer estaran actius 6 hores.                                                                | - Nous Pokémon de tercera generació, volador i drac. - Fins al 13 de febrer els Pokémon salvatges seran de Hoenn. | - Rayquaza a tot el món - Nous caps no llegendaris. | Caixes especials |
| San Valentí                                                    | 13 feb - 16 feb | Triple en capturar un Luvdisc o Chansey                                  | | |                                                | | - Ludvisc i Chansey apareixen amb més freqüència. - Luvdisc vari color. | | |
| Any nou xinès                                                  | 15 feb - 17 feb | Triple en capturar un Eevee, Electrike, Growlithe, Poochyena i Snubbull. | | |                                                | | - Eevee, Electrike, Growlithe, Poochyena i Snubbull apareixen amb més freqüència amb més freqüència. - Poochyena vari color. | | |
| Setmana llegendària                                            | 23 feb - 5 mar  |                                                                          | | |                                                | | Del 5 al 16 de març apareixen amb més freqüència determinats Pokémon, depenen del llegendari que més cops hagi estat derrotat: - Rayquaza: drac, volador i psíquic. - Groudon: foc, planta, terra. - Kyogre: aigua, elèctric i bestiola. | Kyogre, Groudon i Rayquaza a tot el món. | |
| Dia Pokémon                                                    | 26 feb - 28 feb |                                                                          | | |                                                | | Pikachu amb barret de festa. | | |
| Resultat de la setmana llegendària                             | 5 mar - 16 mar  |                                                                          | Doble | |                                                | | Aparició i eclosió amb més freqüència de Pokémon drac, volador i psíquic. | - NIvell 2: Slowbro i Exeggutor. - Nivell 3: Alakazam, Starmie, Scyther, Aerodactyl i Claydol. - NIvell 4: Charizard.                                                                               | |
| Lugia                                                          | 16 mar - 2 abr  |                                                                          | | |                                                | | | - Lugia a tot el món amb el moviment "Atac aeri" i vari color. - Caps d'incursió amb avantatge sobre Lugia.                                                                                         | |
| Festival de Primavera                                          | 22 mar - 2 abr  | Les eclosions donen més caramels.                                        | | Doble |                                                | Reparteixen ous de 2 km especials amb Pokémon que normalment surten d'ous de 5 i 10 km.                                       | | | Caixes especials |
| Latios i Latias                                                | 2 abr - 5 jun   |                                                                          | | |                                                | | | Latios - Del 2 abril al 8 de maig: Amèrica i Àfrica. - Del 8 de maig al 5 de juny: Europa i Àsia. Latios - Del 2 abril al 8 de maig: Europa i Àsia. - Del 8 de maig al 5 de juny: Amèrica i Àfrica. | |
| Celebració Kanto                                               | 10 abr - 17 abr | Doble en capturar i transferir                                           | | | Meitat de quilòmetres per aconseguir caramels. | Els mòduls esquer duren 6 hores.                                                                                              | Més freqüència dels Pokémon de Kanto. | Pokémon de Kanto, excepte llegendaris. | Caixes especials |
| Dia de la Terra                                                | 23 abr - 30 abr |                                                                          | | Triple en capturar Pokémon de tipus aigua, planta i terra.                                                                                                   |                                                | | Més freqüència de Pokémon tipus aigua, planta i terra. Wailmer vari color | | Nova samarreta gratuïta. |
| Desafiament Lluita.                                            |                 |                                                                          | | Doble en combatre en gimnasos i incursions i obtenció mínima de 3000 en incursions.                                                                          |                                                | | - Més freqüència de Pokémon tipus lluita. - Meditite i Makuhita vari color. | Obtenció mínima d'un caramel estrany. | Les accions en gimnasos fan augmentar el doble de ràpid la barra de progrés.                                                      |
| Ho-Oh                                                          | 19 mai - 7 jun  |                                                                          | | |                                                | | | Ho-Oh a tot el món i possibilitat de vari color. | |
| Setmana d'aventures.                                           | 24 mai - 5 jun  |                                                                          | | | Caramels 4 cops més ràpid.                     | Més experiència en Poképarades on no s'ha estat mai (100 i 200 XP)                                                            | - Més freqüència de Pokémon de tipus roca. - Kabuto, Omanyte i Aerodactyl vari color. | Aerodactyl i Pokéom de tipus roca com Shuckle, Kabuto i Omanyte. | Noves tasques d'investigació de camp                                                                                              |
| Festival aquàtic                                               | 7 jun - 21 jun  | Doble en eclosionar ous.                                                 | | Triple en capturar Pokémon d'aigua. Doble en eclosionar ous.                                                                                                 |                                                | | - Més freqüència de Pokémon de tipus aigua. - Shellder i Kyigre vari color. - Els ous de 2 km poden donar Totodile, Mudkip i Corpish. | Kyogre | Tasques exclusives d'investigació.                                                                                                |
| Regis                                                          | 21 jun - 20 set |                                                                          | | |                                                | | | - Regice del 21 de juny al 9 de juliol. - Registeel del 19 de juliol al 16 d'agost. - Regirock del 16 d'agost al 20 de setembre.                                                                    | |
| Zona Safari Dortmund - Desafiament global del Professor Willow | 30 jun - 9 jul  |                                                                          | Del 2 al 9 de juliol: - Triple per captura. - Doble per incursions. - Triple en eclosionar ous . - L'ou sort dura 1 hora. | |                                                | | Del 30 de juny a l'1 de juliol aparició amb més freqüència de Roselia i vari color. El 3 i 4 de juliol aparició a Europa amb més freqüència de Corsola i Roselia.                                                                        | | |
| Dia Articuno                                                   |                 |                                                                          | | |                                                | Possibilitat d'obtenir fins a 5 passes d'incursió gratuïts.                                                                   | | Articuno durant 3 hores a tot el món i possibilitat de vari color. | |
| Segon aniversari                                               | 5 jul - 31 jul  |                                                                          | | |                                                | | - Pikachu i PIchu apareixen amb més freqüència. - Pikachu amb barret de palla i ullleres de sol. | | |
| Pokémon Go Fest Chicago - Desafiament del Professor Willow     | 14 jul - 23 jul | Del 16 al 23 de juliol: - Doble per captura. - Doble per eclosió d'ous.  | | |                                                | | - El 14 i 15 de juliol apareixen amb més freqüència Plusle i Minun, amb possibilitat vari color. - Del 16 al 23 de juliol es redueix a la meitat els quilòmetres necessaris per eclosionar un ou.                                        | - Lugia apareix el 14 i 15 de juliol. - Del 16 al 23 de juliol s'obté mínim un caramel estrany. | |
| Dia de Zapdos                                                  | 21 jul          |                                                                          | | |                                                | Possibilitat d'obtenir fins a 5 passes d'incursió gratuïts.                                                                   | | Zapdos amb l'atac "Impactro" i vari color durant 3 hores. | |
| Especial Intercanvis                                           | 2 ago - 19 ago  | Fins a 6 caramels pel Pokémon rebut.                                     | Triple en registrar un nou Pokémon a la Pokédex.                                                                          | Reducció del 25% de pols necessària per intercanvis. |                                                | | | | |
| Festival Johto                                                 | 20 ago - 28 ago |                                                                          | | |                                                | | - Més frequência de Pokémon de Jotho. - Natu, Sunkern i Pineco vari color. | - Yanma i Ursaring. - Ho-Oh del 24 al 27 d'agost. | - Investigació especial "Una ondluació en el temps" per aconseguir a Celebi. - Tasques d'investigació de camp de Johto.           |
| Zona Safari Yokosuka - Desafiament Global del Professor Willow | 1 set - 10 set  |                                                                          | | Del 3 al 10 de setembre: - Triple per captura. - Doble en eclosió d'ous. - Efecte del tros d'estrella dura 1 hora. - Obtenció de 3000 de pols en incursions. |                                                | | L'1 i el 2 de setembre apareix Wingull amb més freqüència i possibilitat vari color. | | |
| Dia de Moltres                                                 | 8 set           |                                                                          | | |                                                | Possibilitat d'obtenir fins a 5 passes d'incursió gratuïts.                                                                   | | Moltres a tot el món durant 3 hores amb el moviment "Atac Aeri" i vari color. | |
| Meltan                                                         | 22 set          |                                                                          | | |                                                | | Aparició de Ditto transformat en el Pokémon Meltan durant 30 minuts. | | |
| Dia Pokémon Femelles                                           | 11 oct - 12 oct |                                                                          | | |                                                | | Més frequència de Pokémon femella. El Nidoran femella i tota la seva línia evolutiva poden aparèixer vari color. | | |
| Ultrabonus - Desafimant Global del Professor Willow            | 13 set - 23 set |                                                                          | | |                                                | | Del 13 al 30 de setembre: - Més freqüència de Pokémon de Kanto. - Eclosió de Farfetch'd, Kangaskan, Mr. Mime i Tauros dels ous de 7 km.                                                                                                  | - Del 13 al 20 de setembre: Articuno, Zapdos i Moltres, amb possibilitat vari color. - Pokémon de Kanto. - Del 20 al 23 d'octubre: Mewtwo sense necessitat de pas d'incursió EX.                    | |
| Psicoespectacle                                                | 5 oct- 14 oct   |                                                                          | | |                                                | | - Més freqüencia de Pokémon de tipus psíquic. - Drowzee vari color. - ikachu amb gorra negra i raigs fins al 8 d'octubre. | Pokémon de tipus psíquic en incursions de nivell 1, 2 i 3 | Tasques d'investigació especials centrades en Pokémon de tipus psíquic.                                                           |
| Halloween                                                      | 23 oct - 1 nov  | Doble per captura.                                                       | | |                                                | | - Introducció de Pokémon de tipus fantasma i sinistre de quarta generació: Drifloon, Drifblim, Stunky, Skuntank, Spiritbomb i Giratina. - Pikachu especial de Halloween.                                                                 | Giratina fins al 20 de novembre. | Investigació especial "Un missatge terrorífic"                                                                                    |
| Desafiament d'incursió especial                                | 3 nov           |                                                                          | | |                                                | Possibilitat d'obtenir fins a 5 passes d'incursió gratuïts.                                                                   | | Gengar durant 3 hores a tot el món amb els moviments "Psíquic" i "Llepada". | |
| Ingress Prime                                                  | 5 nov - 7 nov   |                                                                          | | |                                                | | Ponyta i Cubone apareixen amb més freqüència i vari color. | | Nous dissenys gratuIts basats en Ingress Prime.                                                                                   |
| Pluja Estelar                                                  | 6 nov - 13 nov  |                                                                          | | Doble per captura i eclosió d'ous. |                                                | | | | |
| Celebració de Pokémon: Let's Go, Pikachu i Let's Go, Eevee!    | 16 nov - 27 nov |                                                                          | | |                                                | | | Vaporeon, Jolteon, Flareon, Umbreon, Espeon, Raichu i Raichu Alola en incursions. | Nova tasca d'investigació especial Meltan. Tasques d'investigació e camp especials. Nous elements de Pikachu i Eevee a la botiga. |
| Eclosionaton                                                   | 13 nov - 27 nov |                                                                          | | |                                                | | Dels ous de 2km apareixen Pokémon de Kanto i Johto a qui s'ha agregat una evolució de Sinnoh: Rhyhorn, Porygon, Magby i Elekid. | | |
| Cresselia                                                      | 20 nov - 18 des |                                                                          | | |                                                | | | Cresselia a tot el món | |

## Dia de la comunitat
El 12 de gener de 2018 es va presentar un nou tipus d'esdeveniment anomenat "Dia de la Comunitat de Pokémon Go". Es tracta d'un esdeveniment mensual, normalment en cap de setmana i de durada limitada a tres hores. Un Pokémon especial el protagonitza i apareix amb més freqüència en estat salvatge, alhora que inclou un moviment exclusiu. També es recompensa l'activitat dels jugadors amb diferents bonus d'experiència, pols i mòduls esquers de 3 hores. L'objectiu és que els entrenadors surtin al carrer durant les hores que dura l'esdeveniment i es relacionin per crear noves amistats.

## Recepció
24 hores després del seu llançament, Pokémon GO es va posicionar en el top de iTunes dels Estats Units en les categories de "Top Grossing" i "Free" Charts. A causa d'això, les accions de la companyia Nintendo van tenir un gir a l'alça després de diversos mesos de baixades.

### Rebuda de la crítica
Els crítics van elogiar diversos aspectes de Pokémon Go. Oscar Dayus (de Pocket Gamer) va dir que el joc era una experiència molt agradable. Jeremy Parish (de US Gamer) va comparar el joc i els seus aspectes socials amb un "joc en línia multijugador massiu". Les crítiques també van elogiar que el joc permeti la promoció de l'exercici físic; Terri Schwartz (IGN) va dir que era "la millor aplicació per fer exercici" i que va canviar la seva rutina diària d'anar a peu. Patrick Allen (Lifehacker) va escriure un article amb consells sobre com fer exercici fent servir l'aplicació [125] i Julia Belluz (Vox) va dir que podria convertir-se en la "la millor aplicació de la història no intencionada per millorar la salut", i escrivia que el joc va fer que la gent es comencés a moure. Els usuaris van començar a fer un extra de 194 passos més al dia una vegada que van començar a utilitzar l'aplicació, el que s'aproximava a un 26% més del normal.
Altres crítics van expressar opinions més negatives del joc, citant freqüents accidents i altres qüestions tècniques, juntament amb un joc poc profund. Els problemes del servidor dels primers dies també van rebre una rebuda negativa per part de la premsa. Un dels errors que va aparèixer pocs dies després del seu llançament va ser el glitch dels "tres passos". Patricia Hernández (Kotaku) va dir: "l'error dels tres passos se suma al que ha estat un terrible llançament de Pokémon Go".

### Descàrregues i ingressos
Pokémon Go es va posicionar ràpidament la número u a la botiga nord-americana App Store tant a la llista "de major recaptació" com a la d'aplicacions "gratis", convertint-se en el joc que més ràpid es posicionava a dalt de tot de l'App Store i de Google Play, superant Clash Royale, sent l'aplicació més descarregada a l'App Store en la seva primera setmana. El joc va ser descarregat més de 10 milions de vegades dins de la setmana del seu llançament, convertint-se en la més ràpida de fer-ho, arribant als 15 milions de descàrregues a nivell mundial a 13 de juliol. D'acord amb SurveyMonkey es va convertir en el joc per a mòbils més actiu als Estats Units, amb 21 milions d'usuaris actius, eclipsant el pic de Candy Crush Saga. El 15 de juliol, aproximadament 1,3 milions de persones estaven jugant el joc als Països Baixos, malgrat que l'aplicació encara no havia estat llançada oficialment al país en aquell moment. En el dia de llançament al Japó, més de 10 milions de persones es van descarregar el joc, incloent 1,3 milions en les primeres tres hores. El 31 de juliol, el joc va superar els 100 milions de descàrregues a tot el món, arribant el 8 d'agost a la fita de més de 100 milions de descàrregues només a Google Play, tot just amb 33 dies al mercat.
A través de les compres in-app, el joc havia generat més de 160 milions de dólars a finals del mes de juliol, generant al voltant de 10 milions de dólars en ingressos cada dia del mes. En el mateix mes, el joc havia sobrepassat 200 milions de dólars en ingressos a tot el món, superant tots els registres existents fixats per Clash of Clans i Candy Crush per un ampli marge El Financial Times va informar el 12 d'agost de 2016 que el joc havia aconseguit 268 milions de dólars en ingressos durant les seves cinc primeres setmanes, comptant només els mercats dels Estats Units, la Gran Bretanya i Alemanya.
La mitjana d'ús diari de l'aplicació en els dispositius Android al juliol de l'any 2016 va ser superior al de Snapchat, Tinder, Twitter, Instagram i Facebook. En el mes de setembre de 2016, Pokémon Go havia generat més de 440 milions de dólars d'ingressos a tot el món, arribant als 600 milions amb només 90 dies al mercat, convertint-se en el primer joc per a mòbils de la història en fer-ho. A primers de setembre de 2016, Pokémon Go s'havia descarregat més de 500 milions de vegades a tot el món.
S'estima que a mitjans de setembre havia perdut el 79% dels jugadors, però en el mes d'octubre el joc va donar a conèixer el seu primer esdeveniment destacat: l'esdeveniment de Halloween, el qual va registrar un augment en els ingressos de fins al 133%, i col·locà el joc de tornada al cim de les llistes d'aplicacions més taquilleres. Durant aquest primer esdeveniment, entre el 25 i 29 d'octubre, el joc va guanyar aproximadament uns 23,3 milions de dólars a tot el món, molt per sobre dels aproximadament 10 milions de dólars aconseguits una setmana abans.

### Premis
El joc va ser guardonat amb cinc Guinness World Records a l'agost de 2016: major quantitat d'ingressos recaptats per un joc per a mòbils en el seu primer mes (206,5 milions); joc per a mòbils més descarregat en el seu primer mes (130 milions de descàrregues); número u en la majoria de llistes internacionals de manera simultània per a un joc per a mòbils durant el seu primer mes (número u en 70 països diferents); número u en ingressos en la majoria de llistes internacionals de manera simultània per a un joc per a mòbils durant el seu primer mes (més taquillera en 55 països al mateix temps); i el joc per a mòbils més ràpid en aconseguir un ingressos de 100 milions de dólars (aconseguit en 20 dies, el 26 de juliol). També ha estat guardonat com el millor èxit de l'App Store l'any 2016.

### Bloqueig
A la Xina continental, els serveis de Google estan prohibits pel gran tallafocs. Els jugadors xinesos van començar comprar IDs australianes a l'App Store i utilitzen una aplicació de suplantació del GPS per utilitzar els serveis de Google i el joc. Va ser prohibit oficialment a mitjans de gener. El joc també està exclòs oficialment a Myanmar i a Corea del Nord. A Corea del Sud el joc no va ser llançat oficialment fins a finals de gener degut a les importants restriccions existents en l'ús de les dades per mapes en línia. Tot i així, els jugadors sud-coreans propers a Sokcho ja podien jugar a l'estiu, perquè aquesta ciutat a la frontera amb Corea del Nord no està registrada a Google Maps com a territori de cap dels dos països, i el joc funcionava correctament.
El mateix dia del seu llançament, molts entusiastes van descarregar-se una versió filtrada del joc atès que aquest s'havia llançat originalment per a les àrees d'Austràlia i Nova Zelanda. Diverses hores després les persones que l'havien descarregat es van trobar que el joc ja no funcionava: l'aplicació va ser bloquejada a nivell mundial a causa de la sobrecàrrega d'usuaris. Després de 36 hores de la primera caiguda del servidor, el joc va tornar a funcionar, aquesta vegada per als països corresponents al llançament únicament.

### Incidències
Després del llançament oficial del joc, moltes persones van notar que el joc havia situat molts dels seus gimnasos i parades virtuals a l'entrada de comissaries de policia, esglésies i temples reals, causant diverses opinions i reaccions.
En to còmic, des del compte de Facebook de la comissaria, "Northern Territory Police, Fire and Emergency Services", han dit: "Per a aquells entrenadors en inicis aquí fos que estan usant Pokémon Go, malgrat que la Comissaria de Darwin es presenta com un Pokestop, els avisem que no han d'entrar per guanyar les Poké Balls. És també bona idea aixecar els ulls del telèfon i mirar a banda i banda abans de creuar el carrer. Aquest Sandshrew no marxarà! Tinguin molta cura!".

## Dispositius externs

### Pokémon Go Plus

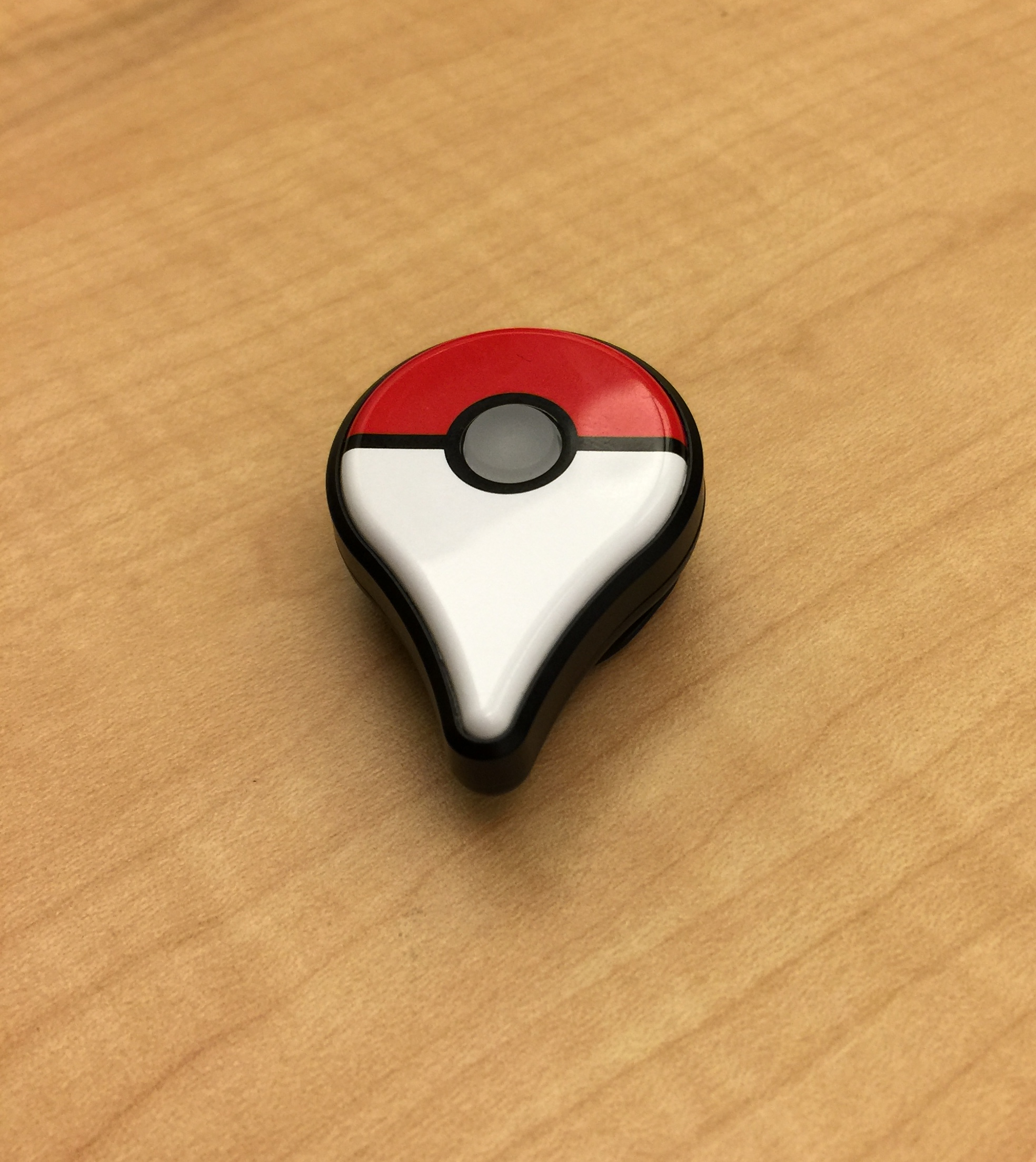
Pokémon Go Plus

El Pokémon Go Plus és un dispositiu portàtil en forma de polsera que es connecta mitjançant bluetooth de baixa energia. El disseny de la polsera consisteix en una PokéBall i la forma del pin de Google Maps. Està desenvolupat per la divisió Nintendo's Platform Technology Development, de Nintendo.
Aquest dispositiu permet als jugadors realitzar certes accions del joc sense haver mirar el telèfon. El dispositiu notifica als usuaris quan un jugador està a prop d'un pokémon o d'una poképarada, amb l'encesa del llum LED i amb una vibració lleugera. Llavors el jugador pot pressionar el botó d'aquesta per capturar als pokémon o rebre els articles de la poképarada; en aquest darrer cas el jugador no pot comprovar el que ha rebut fins a la propera vegada que accedeixi a l'aplicació des del seu dispositiu mòbil.
La creació d'aquest dispositiu en lloc d'una aplicació per a rellotges intel·ligents es va argumentar dient que els rellotges eren massa cars per al públic al qual s'adreçava el joc. Va ser llançat al Regne Unit i Amèrica del Nord el 16 de setembre de 2016.

### Apple Watch
Des de finals de desembre de 2016 Pokémon GO és compatible amb l'Apple Watch, el rellotge d'Apple. Amb aquest rellotge intel·ligent es poden rebre notificacions amb els Pokémon més propers, recollir objectes a les Poképarades, atrapar Pokémon o comptabilitzar la distància caminada per rebre carmels amb el buddy seleccionat o per eclosionar ous, entre altres funcions.